# Verrucosa zebra
Verrucosa zebra is een spinnensoort in de taxonomische indeling van de wielwebspinnen (Araneidae).
Het dier behoort tot het geslacht Verrucosa. De wetenschappelijke naam van de soort werd voor het eerst geldig gepubliceerd in 1892 door Eugen von Keyserling.